# Tethydraco
Tethydraco es un género extinto de pterosaurio pterodactiloideo pteranodóntido, que vivió durante el Cretácico Superior en lo que ahora es Marruecos. La especie tipo es Tethydraco regalis.

## Descubrimiento y denominación

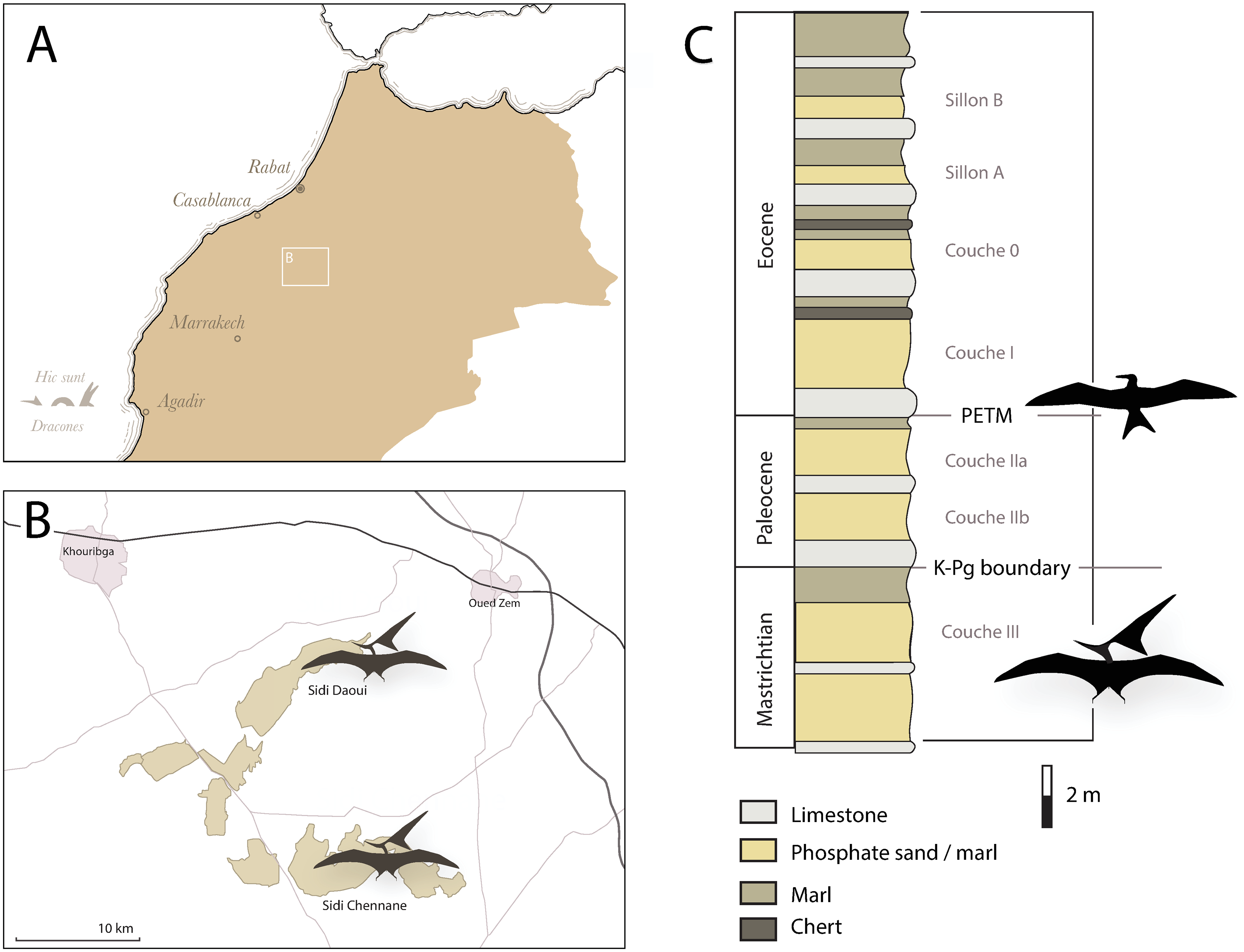
Mapa mostrando las minas de fosfato de Marruecos en la que se hallaron los fósiles.

A partir de 2015, un grupo de paleontólogos fueron adquiriendo fósiles de pterosaurios a los traficantes comerciales de fósiles marroquíes, quienes a su vez los obtuvieron de trabajadores de las minas de fosfatos situadas en la meseta de Khouribga. El propósito de este proyecto es determinar la diversidad de los pterosaurios a finales del Cretácico. De ese periodo no se conocen yacimientos de tipo Konservat-Lagerstätten, es decir sitios que combinan una gran variedad de especies junto con una excepcional preservación de los fósiles. Es en tales sitios que se ha descubierto la vasta mayoría de los fósiles y taxones de los pterosaurios. Los yacimientos conocidos del final del Cretácico solo habían producido algunos esqueletos parciales de miembros de la familia Azhdarchidae. Los investigadores usualmente habían concluido a partir de ese hecho que los otros grupos de pterosaurios ya se habían extinto. Sin embargo, también se podría dar la explicación alternativa de que el escaso registro fósil causa una imagen distorsionada de la situación real debido a la falta de muestreo adecuado. A fin de evaluar esta hipótesis, se trató de recolectar todos los huesos de pterosaurios traídos a la luz por la enorme y sistemática explotación comercial de las capas de fosfato de Khourigba. Al darse cuenta los investigadores que, de hecho algunos de los hallazgos no podían ser clasificados como azdárquidos y que probablemente representaban otros grupos, se decidió publicar a cuatro de los hallazgos como nuevos taxones.
En 2018, Nicholas R. Longrich, David M. Martill y Brian Andres describió y nombró a la especie tipo Tethydraco regalis. El nombre del género combina la referencia al mar de Tetis, el mar que durante el Cretácico Superior separaba África de Europa y Asia, con el término en latín draco, "dragón". El nombre de la especie significa "realeza" en latín.
El espécimen holotipo, FSAC-OB 1, fue hallado en la zona media de Couche III, que a su vez es la capa más baja en el complejo de Sidi Daoui, datando de finales de la época del Maastrichtiense. Consiste de un húmero izquierdo, un hueso que está relativamente aplastado. También se refirieron otros especímenes a la especie: FSAC-OB 199 es una ulna, FSAC-OB 200 que es otra ulna, FSAC-OB 201 que es fémur y FSAC-OB 202 consiste de un fémur y tibia. Los autores de la descripción admitieron que es difícil probar la conexión entre el holotipo y los especímenes referidos, en vista de la carencia de material directamente comparable. Sin embargo, la anchura de las ulnas encaja con la excepcional anchura distal del húmero. Los huesos de las patas fueron referidos de forma más tentativa debido a que parecen corresponder a un pteranodóntido.

## Descripción

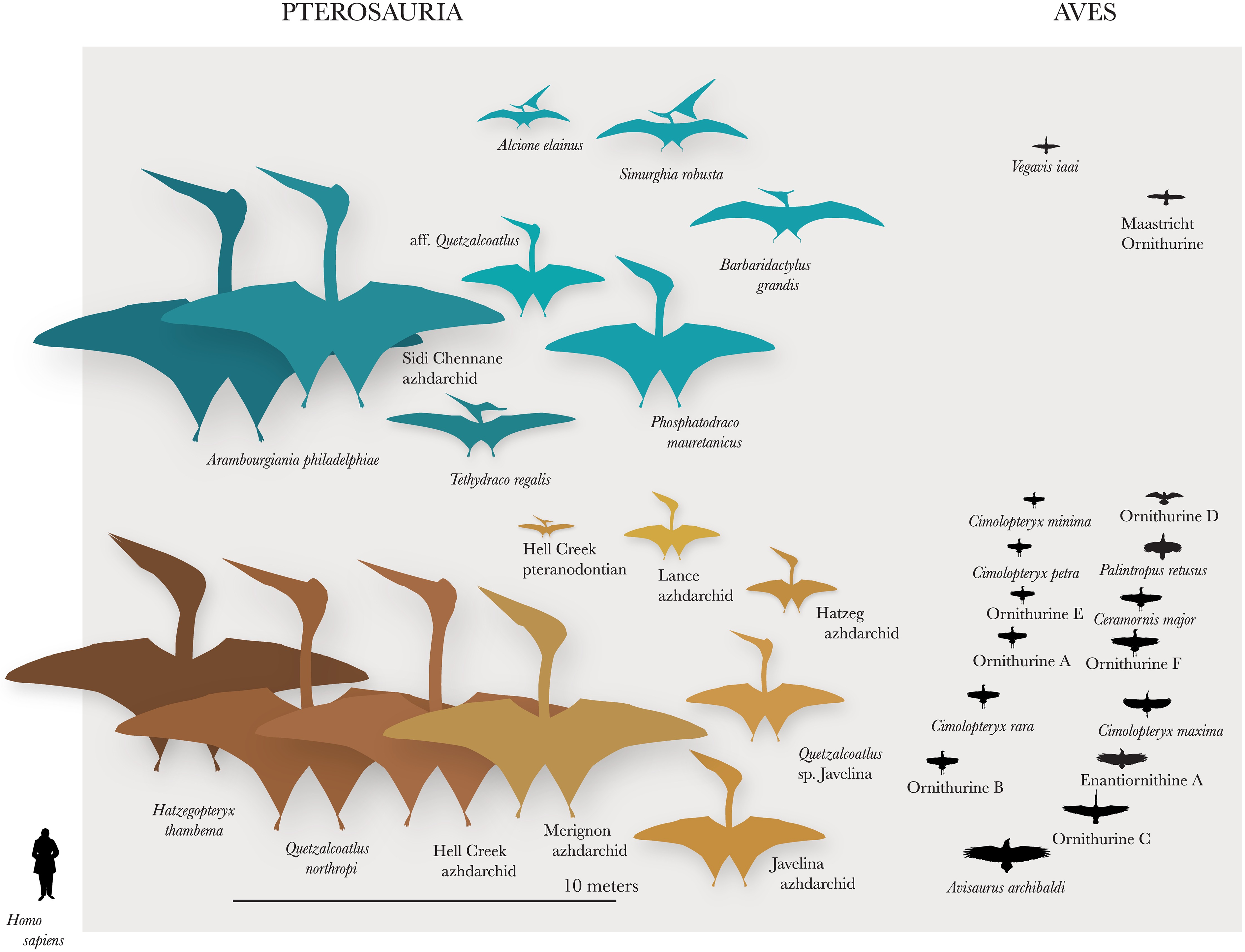
Tamaño (azul, medio a la izquierda) en comparación con otros pterosaurios, aves y un humano

Se ha estimado la envergadura de Tethydraco en unos cinco metros. Los autores de la descripción indicaron algunas características por las cuales Tethydraco puede ser distinguido de otros pteranodóntidos. En el húmero, la cresta deltopectoral se sitúa de una forma más proximal, es decir más cercana al torso del animal, con su borde más cercano posicionado proximalmente al inicio de la cresta opuesta, la crista ulnaris. En sentido distal, alejado del torso, el húmero posee una amplia expansión de forma triangular. La cresta ósea que corre del cóndilo de la articulación exterior posee un distintivo proceso que apunta hacia arriba, cuando el ala está en una posición extendida. La cresta que lleva al cóndilo interno está agrandada y se extiende hacia el torso por una distancia larga. La ulna es relativamente corta y ancha y su extremo proximal, en el que se articula con el húmero, está sumamente expandido.

## Clasificación

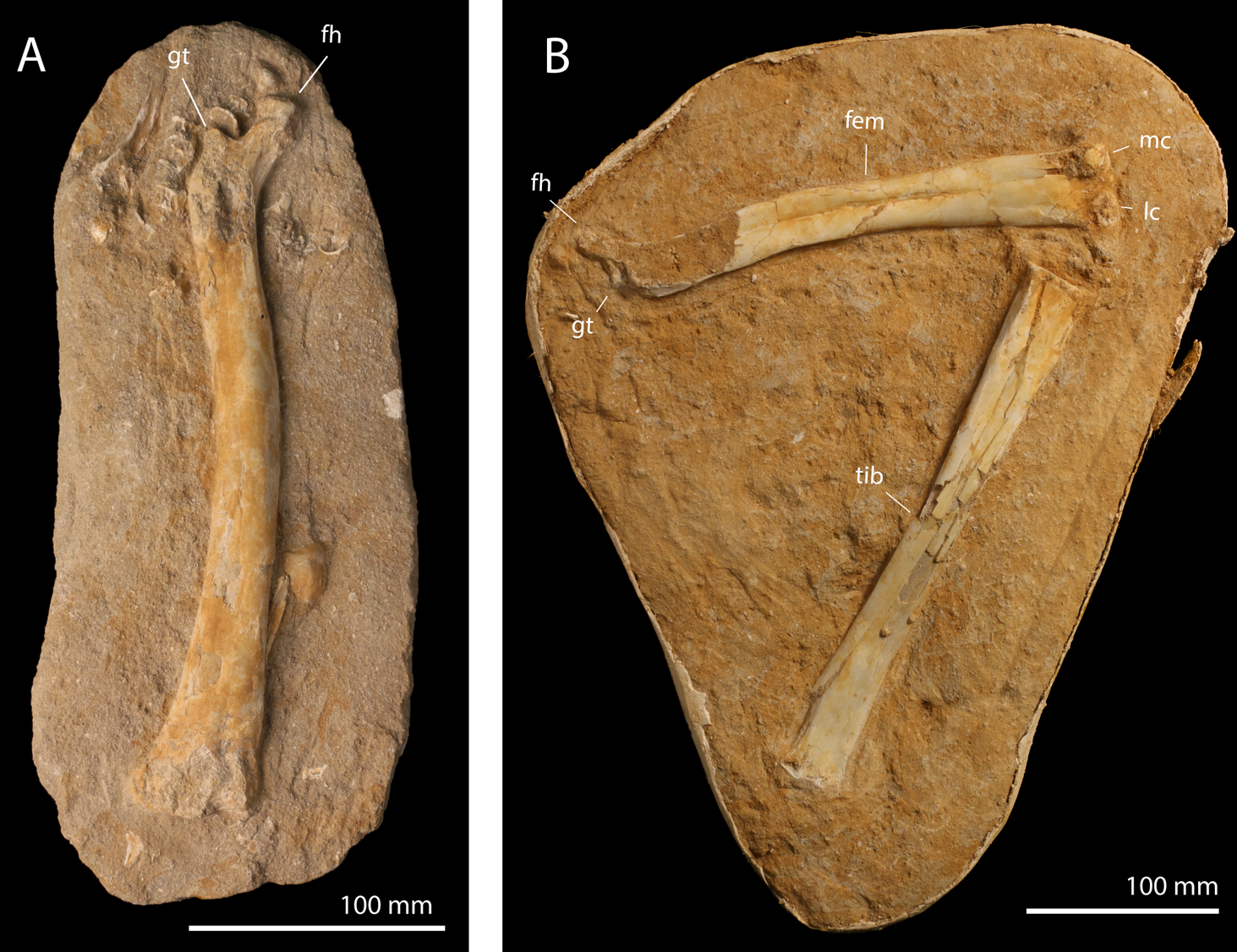
Elementos referidos de las extremidades posteriores.

Tethydraco fue situado en la familia Pteranodontidae. Un análisis cladístico encontró que era el taxón hermano de un clado consistente de Pteranodon y Geosternbergia (= Pteranodon sternbergi). De esta forma sería el pteranodóntido más reciente conocido. Su existencia es prueba de que la diversidad de los pterosaurios en el Maastrichtiense era mayor de los que se había considerado anteriormente. El declive de los pterosaurio sería una ilusión causada por el efecto Signor-Lipps, que se refiere a grupos que parecen desaparecer antes de una extinción en masa debido a que sus fósiles más recientes solo son hallados, debido a diferentes factores, en capas más antiguas que el propio evento de extinción.

### Cladograma
A continuación se muestra un cladograma con los resultados de un análisis filogenético presentado inicialmente por Andres y Myers en 2014, y actualizado con datos adicionales del estudio de Andres y colaboradores en 2018.

|  | \| \| Pteranodon sternbergi \| \| \| \| \| \| Pteranodon longiceps \| \| \| \| |
|  |                                                                                |
|  | Tethydraco regalis                                                             |
|  |                                                                                |
|  | Pteranodon sternbergi                                                          |
|  |                                                                                |
|  | Pteranodon longiceps                                                           |
|  |                                                                                |

|  | Pteranodon sternbergi |
|  |                       |
|  | Pteranodon longiceps  |
|  |                       |

|  | \| \| Pteranodon sternbergi \| \| \| \| \| \| Pteranodon longiceps \| \| \| \| |
|  |                                                                                |
|  | Tethydraco regalis                                                             |
|  |                                                                                |
|  | Pteranodon sternbergi                                                          |
|  |                                                                                |
|  | Pteranodon longiceps                                                           |
|  |                                                                                |

|  | Pteranodon sternbergi |
|  |                       |
|  | Pteranodon longiceps  |
|  |                       |

|  | Alcione elainus   |
|  |                   |
|  | Simurghia robusta |
|  |                   |

|  | Barbaridactylus grandis |
|  |                         |
|  | Nyctosaurus lamegoi     |
|  |                         |

|  | Nyctosaurus nanus    |
|  |                      |
|  | Nyctosaurus gracilis |
|  |                      |

|  | Barbaridactylus grandis |
|  |                         |
|  | Nyctosaurus lamegoi     |
|  |                         |

|  | Nyctosaurus nanus    |
|  |                      |
|  | Nyctosaurus gracilis |
|  |                      |

|  | Barbaridactylus grandis |
|  |                         |
|  | Nyctosaurus lamegoi     |
|  |                         |

|  | Nyctosaurus nanus    |
|  |                      |
|  | Nyctosaurus gracilis |
|  |                      |

|  | Barbaridactylus grandis |
|  |                         |
|  | Nyctosaurus lamegoi     |
|  |                         |

|  | Nyctosaurus nanus    |
|  |                      |
|  | Nyctosaurus gracilis |
|  |                      |

|  | Alcione elainus   |
|  |                   |
|  | Simurghia robusta |
|  |                   |

|  | Barbaridactylus grandis |
|  |                         |
|  | Nyctosaurus lamegoi     |
|  |                         |

|  | Nyctosaurus nanus    |
|  |                      |
|  | Nyctosaurus gracilis |
|  |                      |

|  | Barbaridactylus grandis |
|  |                         |
|  | Nyctosaurus lamegoi     |
|  |                         |

|  | Nyctosaurus nanus    |
|  |                      |
|  | Nyctosaurus gracilis |
|  |                      |

|  | Barbaridactylus grandis |
|  |                         |
|  | Nyctosaurus lamegoi     |
|  |                         |

|  | Nyctosaurus nanus    |
|  |                      |
|  | Nyctosaurus gracilis |
|  |                      |

|  | Barbaridactylus grandis |
|  |                         |
|  | Nyctosaurus lamegoi     |
|  |                         |

|  | Nyctosaurus nanus    |
|  |                      |
|  | Nyctosaurus gracilis |
|  |                      |

|  | Alcione elainus   |
|  |                   |
|  | Simurghia robusta |
|  |                   |

|  | Barbaridactylus grandis |
|  |                         |
|  | Nyctosaurus lamegoi     |
|  |                         |

|  | Nyctosaurus nanus    |
|  |                      |
|  | Nyctosaurus gracilis |
|  |                      |

|  | Barbaridactylus grandis |
|  |                         |
|  | Nyctosaurus lamegoi     |
|  |                         |

|  | Nyctosaurus nanus    |
|  |                      |
|  | Nyctosaurus gracilis |
|  |                      |

|  | Barbaridactylus grandis |
|  |                         |
|  | Nyctosaurus lamegoi     |
|  |                         |

|  | Nyctosaurus nanus    |
|  |                      |
|  | Nyctosaurus gracilis |
|  |                      |

|  | Barbaridactylus grandis |
|  |                         |
|  | Nyctosaurus lamegoi     |
|  |                         |

|  | Nyctosaurus nanus    |
|  |                      |
|  | Nyctosaurus gracilis |
|  |                      |

|  | Alcione elainus   |
|  |                   |
|  | Simurghia robusta |
|  |                   |

|  | Barbaridactylus grandis |
|  |                         |
|  | Nyctosaurus lamegoi     |
|  |                         |

|  | Nyctosaurus nanus    |
|  |                      |
|  | Nyctosaurus gracilis |
|  |                      |

|  | Barbaridactylus grandis |
|  |                         |
|  | Nyctosaurus lamegoi     |
|  |                         |

|  | Nyctosaurus nanus    |
|  |                      |
|  | Nyctosaurus gracilis |
|  |                      |

|  | Barbaridactylus grandis |
|  |                         |
|  | Nyctosaurus lamegoi     |
|  |                         |

|  | Nyctosaurus nanus    |
|  |                      |
|  | Nyctosaurus gracilis |
|  |                      |

|  | Barbaridactylus grandis |
|  |                         |
|  | Nyctosaurus lamegoi     |
|  |                         |

|  | Nyctosaurus nanus    |
|  |                      |
|  | Nyctosaurus gracilis |
|  |                      |

|  | Alcione elainus   |
|  |                   |
|  | Simurghia robusta |
|  |                   |

|  | Barbaridactylus grandis |
|  |                         |
|  | Nyctosaurus lamegoi     |
|  |                         |

|  | Nyctosaurus nanus    |
|  |                      |
|  | Nyctosaurus gracilis |
|  |                      |

|  | Barbaridactylus grandis |
|  |                         |
|  | Nyctosaurus lamegoi     |
|  |                         |

|  | Nyctosaurus nanus    |
|  |                      |
|  | Nyctosaurus gracilis |
|  |                      |

|  | Barbaridactylus grandis |
|  |                         |
|  | Nyctosaurus lamegoi     |
|  |                         |

|  | Nyctosaurus nanus    |
|  |                      |
|  | Nyctosaurus gracilis |
|  |                      |

|  | Barbaridactylus grandis |
|  |                         |
|  | Nyctosaurus lamegoi     |
|  |                         |

|  | Nyctosaurus nanus    |
|  |                      |
|  | Nyctosaurus gracilis |
|  |                      |

|  | Alcione elainus   |
|  |                   |
|  | Simurghia robusta |
|  |                   |

|  | Barbaridactylus grandis |
|  |                         |
|  | Nyctosaurus lamegoi     |
|  |                         |

|  | Nyctosaurus nanus    |
|  |                      |
|  | Nyctosaurus gracilis |
|  |                      |

|  | Barbaridactylus grandis |
|  |                         |
|  | Nyctosaurus lamegoi     |
|  |                         |

|  | Nyctosaurus nanus    |
|  |                      |
|  | Nyctosaurus gracilis |
|  |                      |

|  | Barbaridactylus grandis |
|  |                         |
|  | Nyctosaurus lamegoi     |
|  |                         |

|  | Nyctosaurus nanus    |
|  |                      |
|  | Nyctosaurus gracilis |
|  |                      |

|  | Barbaridactylus grandis |
|  |                         |
|  | Nyctosaurus lamegoi     |
|  |                         |

|  | Nyctosaurus nanus    |
|  |                      |
|  | Nyctosaurus gracilis |
|  |                      |

|  | Alcione elainus   |
|  |                   |
|  | Simurghia robusta |
|  |                   |

|  | Barbaridactylus grandis |
|  |                         |
|  | Nyctosaurus lamegoi     |
|  |                         |

|  | Nyctosaurus nanus    |
|  |                      |
|  | Nyctosaurus gracilis |
|  |                      |

|  | Barbaridactylus grandis |
|  |                         |
|  | Nyctosaurus lamegoi     |
|  |                         |

|  | Nyctosaurus nanus    |
|  |                      |
|  | Nyctosaurus gracilis |
|  |                      |

|  | Barbaridactylus grandis |
|  |                         |
|  | Nyctosaurus lamegoi     |
|  |                         |

|  | Nyctosaurus nanus    |
|  |                      |
|  | Nyctosaurus gracilis |
|  |                      |

|  | Barbaridactylus grandis |
|  |                         |
|  | Nyctosaurus lamegoi     |
|  |                         |

|  | Nyctosaurus nanus    |
|  |                      |
|  | Nyctosaurus gracilis |
|  |                      |

|  | Alcione elainus   |
|  |                   |
|  | Simurghia robusta |
|  |                   |

|  | Barbaridactylus grandis |
|  |                         |
|  | Nyctosaurus lamegoi     |
|  |                         |

|  | Nyctosaurus nanus    |
|  |                      |
|  | Nyctosaurus gracilis |
|  |                      |

|  | Barbaridactylus grandis |
|  |                         |
|  | Nyctosaurus lamegoi     |
|  |                         |

|  | Nyctosaurus nanus    |
|  |                      |
|  | Nyctosaurus gracilis |
|  |                      |

|  | Barbaridactylus grandis |
|  |                         |
|  | Nyctosaurus lamegoi     |
|  |                         |

|  | Nyctosaurus nanus    |
|  |                      |
|  | Nyctosaurus gracilis |
|  |                      |

|  | Barbaridactylus grandis |
|  |                         |
|  | Nyctosaurus lamegoi     |
|  |                         |

|  | Nyctosaurus nanus    |
|  |                      |
|  | Nyctosaurus gracilis |
|  |                      |

|  | \| \| Pteranodon sternbergi \| \| \| \| \| \| Pteranodon longiceps \| \| \| \| |
|  |                                                                                |
|  | Tethydraco regalis                                                             |
|  |                                                                                |
|  | Pteranodon sternbergi                                                          |
|  |                                                                                |
|  | Pteranodon longiceps                                                           |
|  |                                                                                |

|  | Pteranodon sternbergi |
|  |                       |
|  | Pteranodon longiceps  |
|  |                       |

|  | \| \| Pteranodon sternbergi \| \| \| \| \| \| Pteranodon longiceps \| \| \| \| |
|  |                                                                                |
|  | Tethydraco regalis                                                             |
|  |                                                                                |
|  | Pteranodon sternbergi                                                          |
|  |                                                                                |
|  | Pteranodon longiceps                                                           |
|  |                                                                                |

|  | Pteranodon sternbergi |
|  |                       |
|  | Pteranodon longiceps  |
|  |                       |

|  | Alcione elainus   |
|  |                   |
|  | Simurghia robusta |
|  |                   |

|  | Barbaridactylus grandis |
|  |                         |
|  | Nyctosaurus lamegoi     |
|  |                         |

|  | Nyctosaurus nanus    |
|  |                      |
|  | Nyctosaurus gracilis |
|  |                      |

|  | Barbaridactylus grandis |
|  |                         |
|  | Nyctosaurus lamegoi     |
|  |                         |

|  | Nyctosaurus nanus    |
|  |                      |
|  | Nyctosaurus gracilis |
|  |                      |

|  | Barbaridactylus grandis |
|  |                         |
|  | Nyctosaurus lamegoi     |
|  |                         |

|  | Nyctosaurus nanus    |
|  |                      |
|  | Nyctosaurus gracilis |
|  |                      |

|  | Barbaridactylus grandis |
|  |                         |
|  | Nyctosaurus lamegoi     |
|  |                         |

|  | Nyctosaurus nanus    |
|  |                      |
|  | Nyctosaurus gracilis |
|  |                      |

|  | Alcione elainus   |
|  |                   |
|  | Simurghia robusta |
|  |                   |

|  | Barbaridactylus grandis |
|  |                         |
|  | Nyctosaurus lamegoi     |
|  |                         |

|  | Nyctosaurus nanus    |
|  |                      |
|  | Nyctosaurus gracilis |
|  |                      |

|  | Barbaridactylus grandis |
|  |                         |
|  | Nyctosaurus lamegoi     |
|  |                         |

|  | Nyctosaurus nanus    |
|  |                      |
|  | Nyctosaurus gracilis |
|  |                      |

|  | Barbaridactylus grandis |
|  |                         |
|  | Nyctosaurus lamegoi     |
|  |                         |

|  | Nyctosaurus nanus    |
|  |                      |
|  | Nyctosaurus gracilis |
|  |                      |

|  | Barbaridactylus grandis |
|  |                         |
|  | Nyctosaurus lamegoi     |
|  |                         |

|  | Nyctosaurus nanus    |
|  |                      |
|  | Nyctosaurus gracilis |
|  |                      |

|  | Alcione elainus   |
|  |                   |
|  | Simurghia robusta |
|  |                   |

|  | Barbaridactylus grandis |
|  |                         |
|  | Nyctosaurus lamegoi     |
|  |                         |

|  | Nyctosaurus nanus    |
|  |                      |
|  | Nyctosaurus gracilis |
|  |                      |

|  | Barbaridactylus grandis |
|  |                         |
|  | Nyctosaurus lamegoi     |
|  |                         |

|  | Nyctosaurus nanus    |
|  |                      |
|  | Nyctosaurus gracilis |
|  |                      |

|  | Barbaridactylus grandis |
|  |                         |
|  | Nyctosaurus lamegoi     |
|  |                         |

|  | Nyctosaurus nanus    |
|  |                      |
|  | Nyctosaurus gracilis |
|  |                      |

|  | Barbaridactylus grandis |
|  |                         |
|  | Nyctosaurus lamegoi     |
|  |                         |

|  | Nyctosaurus nanus    |
|  |                      |
|  | Nyctosaurus gracilis |
|  |                      |

|  | Alcione elainus   |
|  |                   |
|  | Simurghia robusta |
|  |                   |

|  | Barbaridactylus grandis |
|  |                         |
|  | Nyctosaurus lamegoi     |
|  |                         |

|  | Nyctosaurus nanus    |
|  |                      |
|  | Nyctosaurus gracilis |
|  |                      |

|  | Barbaridactylus grandis |
|  |                         |
|  | Nyctosaurus lamegoi     |
|  |                         |

|  | Nyctosaurus nanus    |
|  |                      |
|  | Nyctosaurus gracilis |
|  |                      |

|  | Barbaridactylus grandis |
|  |                         |
|  | Nyctosaurus lamegoi     |
|  |                         |

|  | Nyctosaurus nanus    |
|  |                      |
|  | Nyctosaurus gracilis |
|  |                      |

|  | Barbaridactylus grandis |
|  |                         |
|  | Nyctosaurus lamegoi     |
|  |                         |

|  | Nyctosaurus nanus    |
|  |                      |
|  | Nyctosaurus gracilis |
|  |                      |

|  | Alcione elainus   |
|  |                   |
|  | Simurghia robusta |
|  |                   |

|  | Barbaridactylus grandis |
|  |                         |
|  | Nyctosaurus lamegoi     |
|  |                         |

|  | Nyctosaurus nanus    |
|  |                      |
|  | Nyctosaurus gracilis |
|  |                      |

|  | Barbaridactylus grandis |
|  |                         |
|  | Nyctosaurus lamegoi     |
|  |                         |

|  | Nyctosaurus nanus    |
|  |                      |
|  | Nyctosaurus gracilis |
|  |                      |

|  | Barbaridactylus grandis |
|  |                         |
|  | Nyctosaurus lamegoi     |
|  |                         |

|  | Nyctosaurus nanus    |
|  |                      |
|  | Nyctosaurus gracilis |
|  |                      |

|  | Barbaridactylus grandis |
|  |                         |
|  | Nyctosaurus lamegoi     |
|  |                         |

|  | Nyctosaurus nanus    |
|  |                      |
|  | Nyctosaurus gracilis |
|  |                      |

|  | Alcione elainus   |
|  |                   |
|  | Simurghia robusta |
|  |                   |

|  | Barbaridactylus grandis |
|  |                         |
|  | Nyctosaurus lamegoi     |
|  |                         |

|  | Nyctosaurus nanus    |
|  |                      |
|  | Nyctosaurus gracilis |
|  |                      |

|  | Barbaridactylus grandis |
|  |                         |
|  | Nyctosaurus lamegoi     |
|  |                         |

|  | Nyctosaurus nanus    |
|  |                      |
|  | Nyctosaurus gracilis |
|  |                      |

|  | Barbaridactylus grandis |
|  |                         |
|  | Nyctosaurus lamegoi     |
|  |                         |

|  | Nyctosaurus nanus    |
|  |                      |
|  | Nyctosaurus gracilis |
|  |                      |

|  | Barbaridactylus grandis |
|  |                         |
|  | Nyctosaurus lamegoi     |
|  |                         |

|  | Nyctosaurus nanus    |
|  |                      |
|  | Nyctosaurus gracilis |
|  |                      |

|  | Alcione elainus   |
|  |                   |
|  | Simurghia robusta |
|  |                   |

|  | Barbaridactylus grandis |
|  |                         |
|  | Nyctosaurus lamegoi     |
|  |                         |

|  | Nyctosaurus nanus    |
|  |                      |
|  | Nyctosaurus gracilis |
|  |                      |

|  | Barbaridactylus grandis |
|  |                         |
|  | Nyctosaurus lamegoi     |
|  |                         |

|  | Nyctosaurus nanus    |
|  |                      |
|  | Nyctosaurus gracilis |
|  |                      |

|  | Barbaridactylus grandis |
|  |                         |
|  | Nyctosaurus lamegoi     |
|  |                         |

|  | Nyctosaurus nanus    |
|  |                      |
|  | Nyctosaurus gracilis |
|  |                      |

|  | Barbaridactylus grandis |
|  |                         |
|  | Nyctosaurus lamegoi     |
|  |                         |

|  | Nyctosaurus nanus    |
|  |                      |
|  | Nyctosaurus gracilis |
|  |                      |

|  | Alcione elainus   |
|  |                   |
|  | Simurghia robusta |
|  |                   |

|  | Barbaridactylus grandis |
|  |                         |
|  | Nyctosaurus lamegoi     |
|  |                         |

|  | Nyctosaurus nanus    |
|  |                      |
|  | Nyctosaurus gracilis |
|  |                      |

|  | Barbaridactylus grandis |
|  |                         |
|  | Nyctosaurus lamegoi     |
|  |                         |

|  | Nyctosaurus nanus    |
|  |                      |
|  | Nyctosaurus gracilis |
|  |                      |

|  | Barbaridactylus grandis |
|  |                         |
|  | Nyctosaurus lamegoi     |
|  |                         |

|  | Nyctosaurus nanus    |
|  |                      |
|  | Nyctosaurus gracilis |
|  |                      |

|  | Barbaridactylus grandis |
|  |                         |
|  | Nyctosaurus lamegoi     |
|  |                         |

|  | Nyctosaurus nanus    |
|  |                      |
|  | Nyctosaurus gracilis |
|  |                      |

|  | \| \| Pteranodon sternbergi \| \| \| \| \| \| Pteranodon longiceps \| \| \| \| |
|  |                                                                                |
|  | Tethydraco regalis                                                             |
|  |                                                                                |
|  | Pteranodon sternbergi                                                          |
|  |                                                                                |
|  | Pteranodon longiceps                                                           |
|  |                                                                                |

|  | Pteranodon sternbergi |
|  |                       |
|  | Pteranodon longiceps  |
|  |                       |

|  | \| \| Pteranodon sternbergi \| \| \| \| \| \| Pteranodon longiceps \| \| \| \| |
|  |                                                                                |
|  | Tethydraco regalis                                                             |
|  |                                                                                |
|  | Pteranodon sternbergi                                                          |
|  |                                                                                |
|  | Pteranodon longiceps                                                           |
|  |                                                                                |

|  | Pteranodon sternbergi |
|  |                       |
|  | Pteranodon longiceps  |
|  |                       |

|  | Alcione elainus   |
|  |                   |
|  | Simurghia robusta |
|  |                   |

|  | Barbaridactylus grandis |
|  |                         |
|  | Nyctosaurus lamegoi     |
|  |                         |

|  | Nyctosaurus nanus    |
|  |                      |
|  | Nyctosaurus gracilis |
|  |                      |

|  | Barbaridactylus grandis |
|  |                         |
|  | Nyctosaurus lamegoi     |
|  |                         |

|  | Nyctosaurus nanus    |
|  |                      |
|  | Nyctosaurus gracilis |
|  |                      |

|  | Barbaridactylus grandis |
|  |                         |
|  | Nyctosaurus lamegoi     |
|  |                         |

|  | Nyctosaurus nanus    |
|  |                      |
|  | Nyctosaurus gracilis |
|  |                      |

|  | Barbaridactylus grandis |
|  |                         |
|  | Nyctosaurus lamegoi     |
|  |                         |

|  | Nyctosaurus nanus    |
|  |                      |
|  | Nyctosaurus gracilis |
|  |                      |

|  | Alcione elainus   |
|  |                   |
|  | Simurghia robusta |
|  |                   |

|  | Barbaridactylus grandis |
|  |                         |
|  | Nyctosaurus lamegoi     |
|  |                         |

|  | Nyctosaurus nanus    |
|  |                      |
|  | Nyctosaurus gracilis |
|  |                      |

|  | Barbaridactylus grandis |
|  |                         |
|  | Nyctosaurus lamegoi     |
|  |                         |

|  | Nyctosaurus nanus    |
|  |                      |
|  | Nyctosaurus gracilis |
|  |                      |

|  | Barbaridactylus grandis |
|  |                         |
|  | Nyctosaurus lamegoi     |
|  |                         |

|  | Nyctosaurus nanus    |
|  |                      |
|  | Nyctosaurus gracilis |
|  |                      |

|  | Barbaridactylus grandis |
|  |                         |
|  | Nyctosaurus lamegoi     |
|  |                         |

|  | Nyctosaurus nanus    |
|  |                      |
|  | Nyctosaurus gracilis |
|  |                      |

|  | Alcione elainus   |
|  |                   |
|  | Simurghia robusta |
|  |                   |

|  | Barbaridactylus grandis |
|  |                         |
|  | Nyctosaurus lamegoi     |
|  |                         |

|  | Nyctosaurus nanus    |
|  |                      |
|  | Nyctosaurus gracilis |
|  |                      |

|  | Barbaridactylus grandis |
|  |                         |
|  | Nyctosaurus lamegoi     |
|  |                         |

|  | Nyctosaurus nanus    |
|  |                      |
|  | Nyctosaurus gracilis |
|  |                      |

|  | Barbaridactylus grandis |
|  |                         |
|  | Nyctosaurus lamegoi     |
|  |                         |

|  | Nyctosaurus nanus    |
|  |                      |
|  | Nyctosaurus gracilis |
|  |                      |

|  | Barbaridactylus grandis |
|  |                         |
|  | Nyctosaurus lamegoi     |
|  |                         |

|  | Nyctosaurus nanus    |
|  |                      |
|  | Nyctosaurus gracilis |
|  |                      |

|  | Alcione elainus   |
|  |                   |
|  | Simurghia robusta |
|  |                   |

|  | Barbaridactylus grandis |
|  |                         |
|  | Nyctosaurus lamegoi     |
|  |                         |

|  | Nyctosaurus nanus    |
|  |                      |
|  | Nyctosaurus gracilis |
|  |                      |

|  | Barbaridactylus grandis |
|  |                         |
|  | Nyctosaurus lamegoi     |
|  |                         |

|  | Nyctosaurus nanus    |
|  |                      |
|  | Nyctosaurus gracilis |
|  |                      |

|  | Barbaridactylus grandis |
|  |                         |
|  | Nyctosaurus lamegoi     |
|  |                         |

|  | Nyctosaurus nanus    |
|  |                      |
|  | Nyctosaurus gracilis |
|  |                      |

|  | Barbaridactylus grandis |
|  |                         |
|  | Nyctosaurus lamegoi     |
|  |                         |

|  | Nyctosaurus nanus    |
|  |                      |
|  | Nyctosaurus gracilis |
|  |                      |

|  | Alcione elainus   |
|  |                   |
|  | Simurghia robusta |
|  |                   |

|  | Barbaridactylus grandis |
|  |                         |
|  | Nyctosaurus lamegoi     |
|  |                         |

|  | Nyctosaurus nanus    |
|  |                      |
|  | Nyctosaurus gracilis |
|  |                      |

|  | Barbaridactylus grandis |
|  |                         |
|  | Nyctosaurus lamegoi     |
|  |                         |

|  | Nyctosaurus nanus    |
|  |                      |
|  | Nyctosaurus gracilis |
|  |                      |

|  | Barbaridactylus grandis |
|  |                         |
|  | Nyctosaurus lamegoi     |
|  |                         |

|  | Nyctosaurus nanus    |
|  |                      |
|  | Nyctosaurus gracilis |
|  |                      |

|  | Barbaridactylus grandis |
|  |                         |
|  | Nyctosaurus lamegoi     |
|  |                         |

|  | Nyctosaurus nanus    |
|  |                      |
|  | Nyctosaurus gracilis |
|  |                      |

|  | Alcione elainus   |
|  |                   |
|  | Simurghia robusta |
|  |                   |

|  | Barbaridactylus grandis |
|  |                         |
|  | Nyctosaurus lamegoi     |
|  |                         |

|  | Nyctosaurus nanus    |
|  |                      |
|  | Nyctosaurus gracilis |
|  |                      |

|  | Barbaridactylus grandis |
|  |                         |
|  | Nyctosaurus lamegoi     |
|  |                         |

|  | Nyctosaurus nanus    |
|  |                      |
|  | Nyctosaurus gracilis |
|  |                      |

|  | Barbaridactylus grandis |
|  |                         |
|  | Nyctosaurus lamegoi     |
|  |                         |

|  | Nyctosaurus nanus    |
|  |                      |
|  | Nyctosaurus gracilis |
|  |                      |

|  | Barbaridactylus grandis |
|  |                         |
|  | Nyctosaurus lamegoi     |
|  |                         |

|  | Nyctosaurus nanus    |
|  |                      |
|  | Nyctosaurus gracilis |
|  |                      |

|  | Alcione elainus   |
|  |                   |
|  | Simurghia robusta |
|  |                   |

|  | Barbaridactylus grandis |
|  |                         |
|  | Nyctosaurus lamegoi     |
|  |                         |

|  | Nyctosaurus nanus    |
|  |                      |
|  | Nyctosaurus gracilis |
|  |                      |

|  | Barbaridactylus grandis |
|  |                         |
|  | Nyctosaurus lamegoi     |
|  |                         |

|  | Nyctosaurus nanus    |
|  |                      |
|  | Nyctosaurus gracilis |
|  |                      |

|  | Barbaridactylus grandis |
|  |                         |
|  | Nyctosaurus lamegoi     |
|  |                         |

|  | Nyctosaurus nanus    |
|  |                      |
|  | Nyctosaurus gracilis |
|  |                      |

|  | Barbaridactylus grandis |
|  |                         |
|  | Nyctosaurus lamegoi     |
|  |                         |

|  | Nyctosaurus nanus    |
|  |                      |
|  | Nyctosaurus gracilis |
|  |                      |

|  | Alcione elainus   |
|  |                   |
|  | Simurghia robusta |
|  |                   |

|  | Barbaridactylus grandis |
|  |                         |
|  | Nyctosaurus lamegoi     |
|  |                         |

|  | Nyctosaurus nanus    |
|  |                      |
|  | Nyctosaurus gracilis |
|  |                      |

|  | Barbaridactylus grandis |
|  |                         |
|  | Nyctosaurus lamegoi     |
|  |                         |

|  | Nyctosaurus nanus    |
|  |                      |
|  | Nyctosaurus gracilis |
|  |                      |

|  | Barbaridactylus grandis |
|  |                         |
|  | Nyctosaurus lamegoi     |
|  |                         |

|  | Nyctosaurus nanus    |
|  |                      |
|  | Nyctosaurus gracilis |
|  |                      |

|  | Barbaridactylus grandis |
|  |                         |
|  | Nyctosaurus lamegoi     |
|  |                         |

|  | Nyctosaurus nanus    |
|  |                      |
|  | Nyctosaurus gracilis |
|  |                      |

|  | \| \| Pteranodon sternbergi \| \| \| \| \| \| Pteranodon longiceps \| \| \| \| |
|  |                                                                                |
|  | Tethydraco regalis                                                             |
|  |                                                                                |
|  | Pteranodon sternbergi                                                          |
|  |                                                                                |
|  | Pteranodon longiceps                                                           |
|  |                                                                                |

|  | Pteranodon sternbergi |
|  |                       |
|  | Pteranodon longiceps  |
|  |                       |

|  | \| \| Pteranodon sternbergi \| \| \| \| \| \| Pteranodon longiceps \| \| \| \| |
|  |                                                                                |
|  | Tethydraco regalis                                                             |
|  |                                                                                |
|  | Pteranodon sternbergi                                                          |
|  |                                                                                |
|  | Pteranodon longiceps                                                           |
|  |                                                                                |

|  | Pteranodon sternbergi |
|  |                       |
|  | Pteranodon longiceps  |
|  |                       |

|  | Alcione elainus   |
|  |                   |
|  | Simurghia robusta |
|  |                   |

|  | Barbaridactylus grandis |
|  |                         |
|  | Nyctosaurus lamegoi     |
|  |                         |

|  | Nyctosaurus nanus    |
|  |                      |
|  | Nyctosaurus gracilis |
|  |                      |

|  | Barbaridactylus grandis |
|  |                         |
|  | Nyctosaurus lamegoi     |
|  |                         |

|  | Nyctosaurus nanus    |
|  |                      |
|  | Nyctosaurus gracilis |
|  |                      |

|  | Barbaridactylus grandis |
|  |                         |
|  | Nyctosaurus lamegoi     |
|  |                         |

|  | Nyctosaurus nanus    |
|  |                      |
|  | Nyctosaurus gracilis |
|  |                      |

|  | Barbaridactylus grandis |
|  |                         |
|  | Nyctosaurus lamegoi     |
|  |                         |

|  | Nyctosaurus nanus    |
|  |                      |
|  | Nyctosaurus gracilis |
|  |                      |

|  | Alcione elainus   |
|  |                   |
|  | Simurghia robusta |
|  |                   |

|  | Barbaridactylus grandis |
|  |                         |
|  | Nyctosaurus lamegoi     |
|  |                         |

|  | Nyctosaurus nanus    |
|  |                      |
|  | Nyctosaurus gracilis |
|  |                      |

|  | Barbaridactylus grandis |
|  |                         |
|  | Nyctosaurus lamegoi     |
|  |                         |

|  | Nyctosaurus nanus    |
|  |                      |
|  | Nyctosaurus gracilis |
|  |                      |

|  | Barbaridactylus grandis |
|  |                         |
|  | Nyctosaurus lamegoi     |
|  |                         |

|  | Nyctosaurus nanus    |
|  |                      |
|  | Nyctosaurus gracilis |
|  |                      |

|  | Barbaridactylus grandis |
|  |                         |
|  | Nyctosaurus lamegoi     |
|  |                         |

|  | Nyctosaurus nanus    |
|  |                      |
|  | Nyctosaurus gracilis |
|  |                      |

|  | Alcione elainus   |
|  |                   |
|  | Simurghia robusta |
|  |                   |

|  | Barbaridactylus grandis |
|  |                         |
|  | Nyctosaurus lamegoi     |
|  |                         |

|  | Nyctosaurus nanus    |
|  |                      |
|  | Nyctosaurus gracilis |
|  |                      |

|  | Barbaridactylus grandis |
|  |                         |
|  | Nyctosaurus lamegoi     |
|  |                         |

|  | Nyctosaurus nanus    |
|  |                      |
|  | Nyctosaurus gracilis |
|  |                      |

|  | Barbaridactylus grandis |
|  |                         |
|  | Nyctosaurus lamegoi     |
|  |                         |

|  | Nyctosaurus nanus    |
|  |                      |
|  | Nyctosaurus gracilis |
|  |                      |

|  | Barbaridactylus grandis |
|  |                         |
|  | Nyctosaurus lamegoi     |
|  |                         |

|  | Nyctosaurus nanus    |
|  |                      |
|  | Nyctosaurus gracilis |
|  |                      |

|  | Alcione elainus   |
|  |                   |
|  | Simurghia robusta |
|  |                   |

|  | Barbaridactylus grandis |
|  |                         |
|  | Nyctosaurus lamegoi     |
|  |                         |

|  | Nyctosaurus nanus    |
|  |                      |
|  | Nyctosaurus gracilis |
|  |                      |

|  | Barbaridactylus grandis |
|  |                         |
|  | Nyctosaurus lamegoi     |
|  |                         |

|  | Nyctosaurus nanus    |
|  |                      |
|  | Nyctosaurus gracilis |
|  |                      |

|  | Barbaridactylus grandis |
|  |                         |
|  | Nyctosaurus lamegoi     |
|  |                         |

|  | Nyctosaurus nanus    |
|  |                      |
|  | Nyctosaurus gracilis |
|  |                      |

|  | Barbaridactylus grandis |
|  |                         |
|  | Nyctosaurus lamegoi     |
|  |                         |

|  | Nyctosaurus nanus    |
|  |                      |
|  | Nyctosaurus gracilis |
|  |                      |

|  | Alcione elainus   |
|  |                   |
|  | Simurghia robusta |
|  |                   |

|  | Barbaridactylus grandis |
|  |                         |
|  | Nyctosaurus lamegoi     |
|  |                         |

|  | Nyctosaurus nanus    |
|  |                      |
|  | Nyctosaurus gracilis |
|  |                      |

|  | Barbaridactylus grandis |
|  |                         |
|  | Nyctosaurus lamegoi     |
|  |                         |

|  | Nyctosaurus nanus    |
|  |                      |
|  | Nyctosaurus gracilis |
|  |                      |

|  | Barbaridactylus grandis |
|  |                         |
|  | Nyctosaurus lamegoi     |
|  |                         |

|  | Nyctosaurus nanus    |
|  |                      |
|  | Nyctosaurus gracilis |
|  |                      |

|  | Barbaridactylus grandis |
|  |                         |
|  | Nyctosaurus lamegoi     |
|  |                         |

|  | Nyctosaurus nanus    |
|  |                      |
|  | Nyctosaurus gracilis |
|  |                      |

|  | Alcione elainus   |
|  |                   |
|  | Simurghia robusta |
|  |                   |

|  | Barbaridactylus grandis |
|  |                         |
|  | Nyctosaurus lamegoi     |
|  |                         |

|  | Nyctosaurus nanus    |
|  |                      |
|  | Nyctosaurus gracilis |
|  |                      |

|  | Barbaridactylus grandis |
|  |                         |
|  | Nyctosaurus lamegoi     |
|  |                         |

|  | Nyctosaurus nanus    |
|  |                      |
|  | Nyctosaurus gracilis |
|  |                      |

|  | Barbaridactylus grandis |
|  |                         |
|  | Nyctosaurus lamegoi     |
|  |                         |

|  | Nyctosaurus nanus    |
|  |                      |
|  | Nyctosaurus gracilis |
|  |                      |

|  | Barbaridactylus grandis |
|  |                         |
|  | Nyctosaurus lamegoi     |
|  |                         |

|  | Nyctosaurus nanus    |
|  |                      |
|  | Nyctosaurus gracilis |
|  |                      |

|  | Alcione elainus   |
|  |                   |
|  | Simurghia robusta |
|  |                   |

|  | Barbaridactylus grandis |
|  |                         |
|  | Nyctosaurus lamegoi     |
|  |                         |

|  | Nyctosaurus nanus    |
|  |                      |
|  | Nyctosaurus gracilis |
|  |                      |

|  | Barbaridactylus grandis |
|  |                         |
|  | Nyctosaurus lamegoi     |
|  |                         |

|  | Nyctosaurus nanus    |
|  |                      |
|  | Nyctosaurus gracilis |
|  |                      |

|  | Barbaridactylus grandis |
|  |                         |
|  | Nyctosaurus lamegoi     |
|  |                         |

|  | Nyctosaurus nanus    |
|  |                      |
|  | Nyctosaurus gracilis |
|  |                      |

|  | Barbaridactylus grandis |
|  |                         |
|  | Nyctosaurus lamegoi     |
|  |                         |

|  | Nyctosaurus nanus    |
|  |                      |
|  | Nyctosaurus gracilis |
|  |                      |

|  | Alcione elainus   |
|  |                   |
|  | Simurghia robusta |
|  |                   |

|  | Barbaridactylus grandis |
|  |                         |
|  | Nyctosaurus lamegoi     |
|  |                         |

|  | Nyctosaurus nanus    |
|  |                      |
|  | Nyctosaurus gracilis |
|  |                      |

|  | Barbaridactylus grandis |
|  |                         |
|  | Nyctosaurus lamegoi     |
|  |                         |

|  | Nyctosaurus nanus    |
|  |                      |
|  | Nyctosaurus gracilis |
|  |                      |

|  | Barbaridactylus grandis |
|  |                         |
|  | Nyctosaurus lamegoi     |
|  |                         |

|  | Nyctosaurus nanus    |
|  |                      |
|  | Nyctosaurus gracilis |
|  |                      |

|  | Barbaridactylus grandis |
|  |                         |
|  | Nyctosaurus lamegoi     |
|  |                         |

|  | Nyctosaurus nanus    |
|  |                      |
|  | Nyctosaurus gracilis |
|  |                      |

|  | \| \| Pteranodon sternbergi \| \| \| \| \| \| Pteranodon longiceps \| \| \| \| |
|  |                                                                                |
|  | Tethydraco regalis                                                             |
|  |                                                                                |
|  | Pteranodon sternbergi                                                          |
|  |                                                                                |
|  | Pteranodon longiceps                                                           |
|  |                                                                                |

|  | Pteranodon sternbergi |
|  |                       |
|  | Pteranodon longiceps  |
|  |                       |

|  | \| \| Pteranodon sternbergi \| \| \| \| \| \| Pteranodon longiceps \| \| \| \| |
|  |                                                                                |
|  | Tethydraco regalis                                                             |
|  |                                                                                |
|  | Pteranodon sternbergi                                                          |
|  |                                                                                |
|  | Pteranodon longiceps                                                           |
|  |                                                                                |

|  | Pteranodon sternbergi |
|  |                       |
|  | Pteranodon longiceps  |
|  |                       |

|  | Alcione elainus   |
|  |                   |
|  | Simurghia robusta |
|  |                   |

|  | Barbaridactylus grandis |
|  |                         |
|  | Nyctosaurus lamegoi     |
|  |                         |

|  | Nyctosaurus nanus    |
|  |                      |
|  | Nyctosaurus gracilis |
|  |                      |

|  | Barbaridactylus grandis |
|  |                         |
|  | Nyctosaurus lamegoi     |
|  |                         |

|  | Nyctosaurus nanus    |
|  |                      |
|  | Nyctosaurus gracilis |
|  |                      |

|  | Barbaridactylus grandis |
|  |                         |
|  | Nyctosaurus lamegoi     |
|  |                         |

|  | Nyctosaurus nanus    |
|  |                      |
|  | Nyctosaurus gracilis |
|  |                      |

|  | Barbaridactylus grandis |
|  |                         |
|  | Nyctosaurus lamegoi     |
|  |                         |

|  | Nyctosaurus nanus    |
|  |                      |
|  | Nyctosaurus gracilis |
|  |                      |

|  | Alcione elainus   |
|  |                   |
|  | Simurghia robusta |
|  |                   |

|  | Barbaridactylus grandis |
|  |                         |
|  | Nyctosaurus lamegoi     |
|  |                         |

|  | Nyctosaurus nanus    |
|  |                      |
|  | Nyctosaurus gracilis |
|  |                      |

|  | Barbaridactylus grandis |
|  |                         |
|  | Nyctosaurus lamegoi     |
|  |                         |

|  | Nyctosaurus nanus    |
|  |                      |
|  | Nyctosaurus gracilis |
|  |                      |

|  | Barbaridactylus grandis |
|  |                         |
|  | Nyctosaurus lamegoi     |
|  |                         |

|  | Nyctosaurus nanus    |
|  |                      |
|  | Nyctosaurus gracilis |
|  |                      |

|  | Barbaridactylus grandis |
|  |                         |
|  | Nyctosaurus lamegoi     |
|  |                         |

|  | Nyctosaurus nanus    |
|  |                      |
|  | Nyctosaurus gracilis |
|  |                      |

|  | Alcione elainus   |
|  |                   |
|  | Simurghia robusta |
|  |                   |

|  | Barbaridactylus grandis |
|  |                         |
|  | Nyctosaurus lamegoi     |
|  |                         |

|  | Nyctosaurus nanus    |
|  |                      |
|  | Nyctosaurus gracilis |
|  |                      |

|  | Barbaridactylus grandis |
|  |                         |
|  | Nyctosaurus lamegoi     |
|  |                         |

|  | Nyctosaurus nanus    |
|  |                      |
|  | Nyctosaurus gracilis |
|  |                      |

|  | Barbaridactylus grandis |
|  |                         |
|  | Nyctosaurus lamegoi     |
|  |                         |

|  | Nyctosaurus nanus    |
|  |                      |
|  | Nyctosaurus gracilis |
|  |                      |

|  | Barbaridactylus grandis |
|  |                         |
|  | Nyctosaurus lamegoi     |
|  |                         |

|  | Nyctosaurus nanus    |
|  |                      |
|  | Nyctosaurus gracilis |
|  |                      |

|  | Alcione elainus   |
|  |                   |
|  | Simurghia robusta |
|  |                   |

|  | Barbaridactylus grandis |
|  |                         |
|  | Nyctosaurus lamegoi     |
|  |                         |

|  | Nyctosaurus nanus    |
|  |                      |
|  | Nyctosaurus gracilis |
|  |                      |

|  | Barbaridactylus grandis |
|  |                         |
|  | Nyctosaurus lamegoi     |
|  |                         |

|  | Nyctosaurus nanus    |
|  |                      |
|  | Nyctosaurus gracilis |
|  |                      |

|  | Barbaridactylus grandis |
|  |                         |
|  | Nyctosaurus lamegoi     |
|  |                         |

|  | Nyctosaurus nanus    |
|  |                      |
|  | Nyctosaurus gracilis |
|  |                      |

|  | Barbaridactylus grandis |
|  |                         |
|  | Nyctosaurus lamegoi     |
|  |                         |

|  | Nyctosaurus nanus    |
|  |                      |
|  | Nyctosaurus gracilis |
|  |                      |

|  | Alcione elainus   |
|  |                   |
|  | Simurghia robusta |
|  |                   |

|  | Barbaridactylus grandis |
|  |                         |
|  | Nyctosaurus lamegoi     |
|  |                         |

|  | Nyctosaurus nanus    |
|  |                      |
|  | Nyctosaurus gracilis |
|  |                      |

|  | Barbaridactylus grandis |
|  |                         |
|  | Nyctosaurus lamegoi     |
|  |                         |

|  | Nyctosaurus nanus    |
|  |                      |
|  | Nyctosaurus gracilis |
|  |                      |

|  | Barbaridactylus grandis |
|  |                         |
|  | Nyctosaurus lamegoi     |
|  |                         |

|  | Nyctosaurus nanus    |
|  |                      |
|  | Nyctosaurus gracilis |
|  |                      |

|  | Barbaridactylus grandis |
|  |                         |
|  | Nyctosaurus lamegoi     |
|  |                         |

|  | Nyctosaurus nanus    |
|  |                      |
|  | Nyctosaurus gracilis |
|  |                      |

|  | Alcione elainus   |
|  |                   |
|  | Simurghia robusta |
|  |                   |

|  | Barbaridactylus grandis |
|  |                         |
|  | Nyctosaurus lamegoi     |
|  |                         |

|  | Nyctosaurus nanus    |
|  |                      |
|  | Nyctosaurus gracilis |
|  |                      |

|  | Barbaridactylus grandis |
|  |                         |
|  | Nyctosaurus lamegoi     |
|  |                         |

|  | Nyctosaurus nanus    |
|  |                      |
|  | Nyctosaurus gracilis |
|  |                      |

|  | Barbaridactylus grandis |
|  |                         |
|  | Nyctosaurus lamegoi     |
|  |                         |

|  | Nyctosaurus nanus    |
|  |                      |
|  | Nyctosaurus gracilis |
|  |                      |

|  | Barbaridactylus grandis |
|  |                         |
|  | Nyctosaurus lamegoi     |
|  |                         |

|  | Nyctosaurus nanus    |
|  |                      |
|  | Nyctosaurus gracilis |
|  |                      |

|  | Alcione elainus   |
|  |                   |
|  | Simurghia robusta |
|  |                   |

|  | Barbaridactylus grandis |
|  |                         |
|  | Nyctosaurus lamegoi     |
|  |                         |

|  | Nyctosaurus nanus    |
|  |                      |
|  | Nyctosaurus gracilis |
|  |                      |

|  | Barbaridactylus grandis |
|  |                         |
|  | Nyctosaurus lamegoi     |
|  |                         |

|  | Nyctosaurus nanus    |
|  |                      |
|  | Nyctosaurus gracilis |
|  |                      |

|  | Barbaridactylus grandis |
|  |                         |
|  | Nyctosaurus lamegoi     |
|  |                         |

|  | Nyctosaurus nanus    |
|  |                      |
|  | Nyctosaurus gracilis |
|  |                      |

|  | Barbaridactylus grandis |
|  |                         |
|  | Nyctosaurus lamegoi     |
|  |                         |

|  | Nyctosaurus nanus    |
|  |                      |
|  | Nyctosaurus gracilis |
|  |                      |

|  | Alcione elainus   |
|  |                   |
|  | Simurghia robusta |
|  |                   |

|  | Barbaridactylus grandis |
|  |                         |
|  | Nyctosaurus lamegoi     |
|  |                         |

|  | Nyctosaurus nanus    |
|  |                      |
|  | Nyctosaurus gracilis |
|  |                      |

|  | Barbaridactylus grandis |
|  |                         |
|  | Nyctosaurus lamegoi     |
|  |                         |

|  | Nyctosaurus nanus    |
|  |                      |
|  | Nyctosaurus gracilis |
|  |                      |

|  | Barbaridactylus grandis |
|  |                         |
|  | Nyctosaurus lamegoi     |
|  |                         |

|  | Nyctosaurus nanus    |
|  |                      |
|  | Nyctosaurus gracilis |
|  |                      |

|  | Barbaridactylus grandis |
|  |                         |
|  | Nyctosaurus lamegoi     |
|  |                         |

|  | Nyctosaurus nanus    |
|  |                      |
|  | Nyctosaurus gracilis |
|  |                      |

|  | \| \| Pteranodon sternbergi \| \| \| \| \| \| Pteranodon longiceps \| \| \| \| |
|  |                                                                                |
|  | Tethydraco regalis                                                             |
|  |                                                                                |
|  | Pteranodon sternbergi                                                          |
|  |                                                                                |
|  | Pteranodon longiceps                                                           |
|  |                                                                                |

|  | Pteranodon sternbergi |
|  |                       |
|  | Pteranodon longiceps  |
|  |                       |

|  | \| \| Pteranodon sternbergi \| \| \| \| \| \| Pteranodon longiceps \| \| \| \| |
|  |                                                                                |
|  | Tethydraco regalis                                                             |
|  |                                                                                |
|  | Pteranodon sternbergi                                                          |
|  |                                                                                |
|  | Pteranodon longiceps                                                           |
|  |                                                                                |

|  | Pteranodon sternbergi |
|  |                       |
|  | Pteranodon longiceps  |
|  |                       |

|  | Alcione elainus   |
|  |                   |
|  | Simurghia robusta |
|  |                   |

|  | Barbaridactylus grandis |
|  |                         |
|  | Nyctosaurus lamegoi     |
|  |                         |

|  | Nyctosaurus nanus    |
|  |                      |
|  | Nyctosaurus gracilis |
|  |                      |

|  | Barbaridactylus grandis |
|  |                         |
|  | Nyctosaurus lamegoi     |
|  |                         |

|  | Nyctosaurus nanus    |
|  |                      |
|  | Nyctosaurus gracilis |
|  |                      |

|  | Barbaridactylus grandis |
|  |                         |
|  | Nyctosaurus lamegoi     |
|  |                         |

|  | Nyctosaurus nanus    |
|  |                      |
|  | Nyctosaurus gracilis |
|  |                      |

|  | Barbaridactylus grandis |
|  |                         |
|  | Nyctosaurus lamegoi     |
|  |                         |

|  | Nyctosaurus nanus    |
|  |                      |
|  | Nyctosaurus gracilis |
|  |                      |

|  | Alcione elainus   |
|  |                   |
|  | Simurghia robusta |
|  |                   |

|  | Barbaridactylus grandis |
|  |                         |
|  | Nyctosaurus lamegoi     |
|  |                         |

|  | Nyctosaurus nanus    |
|  |                      |
|  | Nyctosaurus gracilis |
|  |                      |

|  | Barbaridactylus grandis |
|  |                         |
|  | Nyctosaurus lamegoi     |
|  |                         |

|  | Nyctosaurus nanus    |
|  |                      |
|  | Nyctosaurus gracilis |
|  |                      |

|  | Barbaridactylus grandis |
|  |                         |
|  | Nyctosaurus lamegoi     |
|  |                         |

|  | Nyctosaurus nanus    |
|  |                      |
|  | Nyctosaurus gracilis |
|  |                      |

|  | Barbaridactylus grandis |
|  |                         |
|  | Nyctosaurus lamegoi     |
|  |                         |

|  | Nyctosaurus nanus    |
|  |                      |
|  | Nyctosaurus gracilis |
|  |                      |

|  | Alcione elainus   |
|  |                   |
|  | Simurghia robusta |
|  |                   |

|  | Barbaridactylus grandis |
|  |                         |
|  | Nyctosaurus lamegoi     |
|  |                         |

|  | Nyctosaurus nanus    |
|  |                      |
|  | Nyctosaurus gracilis |
|  |                      |

|  | Barbaridactylus grandis |
|  |                         |
|  | Nyctosaurus lamegoi     |
|  |                         |

|  | Nyctosaurus nanus    |
|  |                      |
|  | Nyctosaurus gracilis |
|  |                      |

|  | Barbaridactylus grandis |
|  |                         |
|  | Nyctosaurus lamegoi     |
|  |                         |

|  | Nyctosaurus nanus    |
|  |                      |
|  | Nyctosaurus gracilis |
|  |                      |

|  | Barbaridactylus grandis |
|  |                         |
|  | Nyctosaurus lamegoi     |
|  |                         |

|  | Nyctosaurus nanus    |
|  |                      |
|  | Nyctosaurus gracilis |
|  |                      |

|  | Alcione elainus   |
|  |                   |
|  | Simurghia robusta |
|  |                   |

|  | Barbaridactylus grandis |
|  |                         |
|  | Nyctosaurus lamegoi     |
|  |                         |

|  | Nyctosaurus nanus    |
|  |                      |
|  | Nyctosaurus gracilis |
|  |                      |

|  | Barbaridactylus grandis |
|  |                         |
|  | Nyctosaurus lamegoi     |
|  |                         |

|  | Nyctosaurus nanus    |
|  |                      |
|  | Nyctosaurus gracilis |
|  |                      |

|  | Barbaridactylus grandis |
|  |                         |
|  | Nyctosaurus lamegoi     |
|  |                         |

|  | Nyctosaurus nanus    |
|  |                      |
|  | Nyctosaurus gracilis |
|  |                      |

|  | Barbaridactylus grandis |
|  |                         |
|  | Nyctosaurus lamegoi     |
|  |                         |

|  | Nyctosaurus nanus    |
|  |                      |
|  | Nyctosaurus gracilis |
|  |                      |

|  | Alcione elainus   |
|  |                   |
|  | Simurghia robusta |
|  |                   |

|  | Barbaridactylus grandis |
|  |                         |
|  | Nyctosaurus lamegoi     |
|  |                         |

|  | Nyctosaurus nanus    |
|  |                      |
|  | Nyctosaurus gracilis |
|  |                      |

|  | Barbaridactylus grandis |
|  |                         |
|  | Nyctosaurus lamegoi     |
|  |                         |

|  | Nyctosaurus nanus    |
|  |                      |
|  | Nyctosaurus gracilis |
|  |                      |

|  | Barbaridactylus grandis |
|  |                         |
|  | Nyctosaurus lamegoi     |
|  |                         |

|  | Nyctosaurus nanus    |
|  |                      |
|  | Nyctosaurus gracilis |
|  |                      |

|  | Barbaridactylus grandis |
|  |                         |
|  | Nyctosaurus lamegoi     |
|  |                         |

|  | Nyctosaurus nanus    |
|  |                      |
|  | Nyctosaurus gracilis |
|  |                      |

|  | Alcione elainus   |
|  |                   |
|  | Simurghia robusta |
|  |                   |

|  | Barbaridactylus grandis |
|  |                         |
|  | Nyctosaurus lamegoi     |
|  |                         |

|  | Nyctosaurus nanus    |
|  |                      |
|  | Nyctosaurus gracilis |
|  |                      |

|  | Barbaridactylus grandis |
|  |                         |
|  | Nyctosaurus lamegoi     |
|  |                         |

|  | Nyctosaurus nanus    |
|  |                      |
|  | Nyctosaurus gracilis |
|  |                      |

|  | Barbaridactylus grandis |
|  |                         |
|  | Nyctosaurus lamegoi     |
|  |                         |

|  | Nyctosaurus nanus    |
|  |                      |
|  | Nyctosaurus gracilis |
|  |                      |

|  | Barbaridactylus grandis |
|  |                         |
|  | Nyctosaurus lamegoi     |
|  |                         |

|  | Nyctosaurus nanus    |
|  |                      |
|  | Nyctosaurus gracilis |
|  |                      |

|  | Alcione elainus   |
|  |                   |
|  | Simurghia robusta |
|  |                   |

|  | Barbaridactylus grandis |
|  |                         |
|  | Nyctosaurus lamegoi     |
|  |                         |

|  | Nyctosaurus nanus    |
|  |                      |
|  | Nyctosaurus gracilis |
|  |                      |

|  | Barbaridactylus grandis |
|  |                         |
|  | Nyctosaurus lamegoi     |
|  |                         |

|  | Nyctosaurus nanus    |
|  |                      |
|  | Nyctosaurus gracilis |
|  |                      |

|  | Barbaridactylus grandis |
|  |                         |
|  | Nyctosaurus lamegoi     |
|  |                         |

|  | Nyctosaurus nanus    |
|  |                      |
|  | Nyctosaurus gracilis |
|  |                      |

|  | Barbaridactylus grandis |
|  |                         |
|  | Nyctosaurus lamegoi     |
|  |                         |

|  | Nyctosaurus nanus    |
|  |                      |
|  | Nyctosaurus gracilis |
|  |                      |

|  | Alcione elainus   |
|  |                   |
|  | Simurghia robusta |
|  |                   |

|  | Barbaridactylus grandis |
|  |                         |
|  | Nyctosaurus lamegoi     |
|  |                         |

|  | Nyctosaurus nanus    |
|  |                      |
|  | Nyctosaurus gracilis |
|  |                      |

|  | Barbaridactylus grandis |
|  |                         |
|  | Nyctosaurus lamegoi     |
|  |                         |

|  | Nyctosaurus nanus    |
|  |                      |
|  | Nyctosaurus gracilis |
|  |                      |

|  | Barbaridactylus grandis |
|  |                         |
|  | Nyctosaurus lamegoi     |
|  |                         |

|  | Nyctosaurus nanus    |
|  |                      |
|  | Nyctosaurus gracilis |
|  |                      |

|  | Barbaridactylus grandis |
|  |                         |
|  | Nyctosaurus lamegoi     |
|  |                         |

|  | Nyctosaurus nanus    |
|  |                      |
|  | Nyctosaurus gracilis |
|  |                      |

|  | \| \| Pteranodon sternbergi \| \| \| \| \| \| Pteranodon longiceps \| \| \| \| |
|  |                                                                                |
|  | Tethydraco regalis                                                             |
|  |                                                                                |
|  | Pteranodon sternbergi                                                          |
|  |                                                                                |
|  | Pteranodon longiceps                                                           |
|  |                                                                                |

|  | Pteranodon sternbergi |
|  |                       |
|  | Pteranodon longiceps  |
|  |                       |

|  | \| \| Pteranodon sternbergi \| \| \| \| \| \| Pteranodon longiceps \| \| \| \| |
|  |                                                                                |
|  | Tethydraco regalis                                                             |
|  |                                                                                |
|  | Pteranodon sternbergi                                                          |
|  |                                                                                |
|  | Pteranodon longiceps                                                           |
|  |                                                                                |

|  | Pteranodon sternbergi |
|  |                       |
|  | Pteranodon longiceps  |
|  |                       |

|  | Alcione elainus   |
|  |                   |
|  | Simurghia robusta |
|  |                   |

|  | Barbaridactylus grandis |
|  |                         |
|  | Nyctosaurus lamegoi     |
|  |                         |

|  | Nyctosaurus nanus    |
|  |                      |
|  | Nyctosaurus gracilis |
|  |                      |

|  | Barbaridactylus grandis |
|  |                         |
|  | Nyctosaurus lamegoi     |
|  |                         |

|  | Nyctosaurus nanus    |
|  |                      |
|  | Nyctosaurus gracilis |
|  |                      |

|  | Barbaridactylus grandis |
|  |                         |
|  | Nyctosaurus lamegoi     |
|  |                         |

|  | Nyctosaurus nanus    |
|  |                      |
|  | Nyctosaurus gracilis |
|  |                      |

|  | Barbaridactylus grandis |
|  |                         |
|  | Nyctosaurus lamegoi     |
|  |                         |

|  | Nyctosaurus nanus    |
|  |                      |
|  | Nyctosaurus gracilis |
|  |                      |

|  | Alcione elainus   |
|  |                   |
|  | Simurghia robusta |
|  |                   |

|  | Barbaridactylus grandis |
|  |                         |
|  | Nyctosaurus lamegoi     |
|  |                         |

|  | Nyctosaurus nanus    |
|  |                      |
|  | Nyctosaurus gracilis |
|  |                      |

|  | Barbaridactylus grandis |
|  |                         |
|  | Nyctosaurus lamegoi     |
|  |                         |

|  | Nyctosaurus nanus    |
|  |                      |
|  | Nyctosaurus gracilis |
|  |                      |

|  | Barbaridactylus grandis |
|  |                         |
|  | Nyctosaurus lamegoi     |
|  |                         |

|  | Nyctosaurus nanus    |
|  |                      |
|  | Nyctosaurus gracilis |
|  |                      |

|  | Barbaridactylus grandis |
|  |                         |
|  | Nyctosaurus lamegoi     |
|  |                         |

|  | Nyctosaurus nanus    |
|  |                      |
|  | Nyctosaurus gracilis |
|  |                      |

|  | Alcione elainus   |
|  |                   |
|  | Simurghia robusta |
|  |                   |

|  | Barbaridactylus grandis |
|  |                         |
|  | Nyctosaurus lamegoi     |
|  |                         |

|  | Nyctosaurus nanus    |
|  |                      |
|  | Nyctosaurus gracilis |
|  |                      |

|  | Barbaridactylus grandis |
|  |                         |
|  | Nyctosaurus lamegoi     |
|  |                         |

|  | Nyctosaurus nanus    |
|  |                      |
|  | Nyctosaurus gracilis |
|  |                      |

|  | Barbaridactylus grandis |
|  |                         |
|  | Nyctosaurus lamegoi     |
|  |                         |

|  | Nyctosaurus nanus    |
|  |                      |
|  | Nyctosaurus gracilis |
|  |                      |

|  | Barbaridactylus grandis |
|  |                         |
|  | Nyctosaurus lamegoi     |
|  |                         |

|  | Nyctosaurus nanus    |
|  |                      |
|  | Nyctosaurus gracilis |
|  |                      |

|  | Alcione elainus   |
|  |                   |
|  | Simurghia robusta |
|  |                   |

|  | Barbaridactylus grandis |
|  |                         |
|  | Nyctosaurus lamegoi     |
|  |                         |

|  | Nyctosaurus nanus    |
|  |                      |
|  | Nyctosaurus gracilis |
|  |                      |

|  | Barbaridactylus grandis |
|  |                         |
|  | Nyctosaurus lamegoi     |
|  |                         |

|  | Nyctosaurus nanus    |
|  |                      |
|  | Nyctosaurus gracilis |
|  |                      |

|  | Barbaridactylus grandis |
|  |                         |
|  | Nyctosaurus lamegoi     |
|  |                         |

|  | Nyctosaurus nanus    |
|  |                      |
|  | Nyctosaurus gracilis |
|  |                      |

|  | Barbaridactylus grandis |
|  |                         |
|  | Nyctosaurus lamegoi     |
|  |                         |

|  | Nyctosaurus nanus    |
|  |                      |
|  | Nyctosaurus gracilis |
|  |                      |

|  | Alcione elainus   |
|  |                   |
|  | Simurghia robusta |
|  |                   |

|  | Barbaridactylus grandis |
|  |                         |
|  | Nyctosaurus lamegoi     |
|  |                         |

|  | Nyctosaurus nanus    |
|  |                      |
|  | Nyctosaurus gracilis |
|  |                      |

|  | Barbaridactylus grandis |
|  |                         |
|  | Nyctosaurus lamegoi     |
|  |                         |

|  | Nyctosaurus nanus    |
|  |                      |
|  | Nyctosaurus gracilis |
|  |                      |

|  | Barbaridactylus grandis |
|  |                         |
|  | Nyctosaurus lamegoi     |
|  |                         |

|  | Nyctosaurus nanus    |
|  |                      |
|  | Nyctosaurus gracilis |
|  |                      |

|  | Barbaridactylus grandis |
|  |                         |
|  | Nyctosaurus lamegoi     |
|  |                         |

|  | Nyctosaurus nanus    |
|  |                      |
|  | Nyctosaurus gracilis |
|  |                      |

|  | Alcione elainus   |
|  |                   |
|  | Simurghia robusta |
|  |                   |

|  | Barbaridactylus grandis |
|  |                         |
|  | Nyctosaurus lamegoi     |
|  |                         |

|  | Nyctosaurus nanus    |
|  |                      |
|  | Nyctosaurus gracilis |
|  |                      |

|  | Barbaridactylus grandis |
|  |                         |
|  | Nyctosaurus lamegoi     |
|  |                         |

|  | Nyctosaurus nanus    |
|  |                      |
|  | Nyctosaurus gracilis |
|  |                      |

|  | Barbaridactylus grandis |
|  |                         |
|  | Nyctosaurus lamegoi     |
|  |                         |

|  | Nyctosaurus nanus    |
|  |                      |
|  | Nyctosaurus gracilis |
|  |                      |

|  | Barbaridactylus grandis |
|  |                         |
|  | Nyctosaurus lamegoi     |
|  |                         |

|  | Nyctosaurus nanus    |
|  |                      |
|  | Nyctosaurus gracilis |
|  |                      |

|  | Alcione elainus   |
|  |                   |
|  | Simurghia robusta |
|  |                   |

|  | Barbaridactylus grandis |
|  |                         |
|  | Nyctosaurus lamegoi     |
|  |                         |

|  | Nyctosaurus nanus    |
|  |                      |
|  | Nyctosaurus gracilis |
|  |                      |

|  | Barbaridactylus grandis |
|  |                         |
|  | Nyctosaurus lamegoi     |
|  |                         |

|  | Nyctosaurus nanus    |
|  |                      |
|  | Nyctosaurus gracilis |
|  |                      |

|  | Barbaridactylus grandis |
|  |                         |
|  | Nyctosaurus lamegoi     |
|  |                         |

|  | Nyctosaurus nanus    |
|  |                      |
|  | Nyctosaurus gracilis |
|  |                      |

|  | Barbaridactylus grandis |
|  |                         |
|  | Nyctosaurus lamegoi     |
|  |                         |

|  | Nyctosaurus nanus    |
|  |                      |
|  | Nyctosaurus gracilis |
|  |                      |

|  | Alcione elainus   |
|  |                   |
|  | Simurghia robusta |
|  |                   |

|  | Barbaridactylus grandis |
|  |                         |
|  | Nyctosaurus lamegoi     |
|  |                         |

|  | Nyctosaurus nanus    |
|  |                      |
|  | Nyctosaurus gracilis |
|  |                      |

|  | Barbaridactylus grandis |
|  |                         |
|  | Nyctosaurus lamegoi     |
|  |                         |

|  | Nyctosaurus nanus    |
|  |                      |
|  | Nyctosaurus gracilis |
|  |                      |

|  | Barbaridactylus grandis |
|  |                         |
|  | Nyctosaurus lamegoi     |
|  |                         |

|  | Nyctosaurus nanus    |
|  |                      |
|  | Nyctosaurus gracilis |
|  |                      |

|  | Barbaridactylus grandis |
|  |                         |
|  | Nyctosaurus lamegoi     |
|  |                         |

|  | Nyctosaurus nanus    |
|  |                      |
|  | Nyctosaurus gracilis |
|  |                      |

|  | \| \| Pteranodon sternbergi \| \| \| \| \| \| Pteranodon longiceps \| \| \| \| |
|  |                                                                                |
|  | Tethydraco regalis                                                             |
|  |                                                                                |
|  | Pteranodon sternbergi                                                          |
|  |                                                                                |
|  | Pteranodon longiceps                                                           |
|  |                                                                                |

|  | Pteranodon sternbergi |
|  |                       |
|  | Pteranodon longiceps  |
|  |                       |

|  | \| \| Pteranodon sternbergi \| \| \| \| \| \| Pteranodon longiceps \| \| \| \| |
|  |                                                                                |
|  | Tethydraco regalis                                                             |
|  |                                                                                |
|  | Pteranodon sternbergi                                                          |
|  |                                                                                |
|  | Pteranodon longiceps                                                           |
|  |                                                                                |

|  | Pteranodon sternbergi |
|  |                       |
|  | Pteranodon longiceps  |
|  |                       |

|  | Alcione elainus   |
|  |                   |
|  | Simurghia robusta |
|  |                   |

|  | Barbaridactylus grandis |
|  |                         |
|  | Nyctosaurus lamegoi     |
|  |                         |

|  | Nyctosaurus nanus    |
|  |                      |
|  | Nyctosaurus gracilis |
|  |                      |

|  | Barbaridactylus grandis |
|  |                         |
|  | Nyctosaurus lamegoi     |
|  |                         |

|  | Nyctosaurus nanus    |
|  |                      |
|  | Nyctosaurus gracilis |
|  |                      |

|  | Barbaridactylus grandis |
|  |                         |
|  | Nyctosaurus lamegoi     |
|  |                         |

|  | Nyctosaurus nanus    |
|  |                      |
|  | Nyctosaurus gracilis |
|  |                      |

|  | Barbaridactylus grandis |
|  |                         |
|  | Nyctosaurus lamegoi     |
|  |                         |

|  | Nyctosaurus nanus    |
|  |                      |
|  | Nyctosaurus gracilis |
|  |                      |

|  | Alcione elainus   |
|  |                   |
|  | Simurghia robusta |
|  |                   |

|  | Barbaridactylus grandis |
|  |                         |
|  | Nyctosaurus lamegoi     |
|  |                         |

|  | Nyctosaurus nanus    |
|  |                      |
|  | Nyctosaurus gracilis |
|  |                      |

|  | Barbaridactylus grandis |
|  |                         |
|  | Nyctosaurus lamegoi     |
|  |                         |

|  | Nyctosaurus nanus    |
|  |                      |
|  | Nyctosaurus gracilis |
|  |                      |

|  | Barbaridactylus grandis |
|  |                         |
|  | Nyctosaurus lamegoi     |
|  |                         |

|  | Nyctosaurus nanus    |
|  |                      |
|  | Nyctosaurus gracilis |
|  |                      |

|  | Barbaridactylus grandis |
|  |                         |
|  | Nyctosaurus lamegoi     |
|  |                         |

|  | Nyctosaurus nanus    |
|  |                      |
|  | Nyctosaurus gracilis |
|  |                      |

|  | Alcione elainus   |
|  |                   |
|  | Simurghia robusta |
|  |                   |

|  | Barbaridactylus grandis |
|  |                         |
|  | Nyctosaurus lamegoi     |
|  |                         |

|  | Nyctosaurus nanus    |
|  |                      |
|  | Nyctosaurus gracilis |
|  |                      |

|  | Barbaridactylus grandis |
|  |                         |
|  | Nyctosaurus lamegoi     |
|  |                         |

|  | Nyctosaurus nanus    |
|  |                      |
|  | Nyctosaurus gracilis |
|  |                      |

|  | Barbaridactylus grandis |
|  |                         |
|  | Nyctosaurus lamegoi     |
|  |                         |

|  | Nyctosaurus nanus    |
|  |                      |
|  | Nyctosaurus gracilis |
|  |                      |

|  | Barbaridactylus grandis |
|  |                         |
|  | Nyctosaurus lamegoi     |
|  |                         |

|  | Nyctosaurus nanus    |
|  |                      |
|  | Nyctosaurus gracilis |
|  |                      |

|  | Alcione elainus   |
|  |                   |
|  | Simurghia robusta |
|  |                   |

|  | Barbaridactylus grandis |
|  |                         |
|  | Nyctosaurus lamegoi     |
|  |                         |

|  | Nyctosaurus nanus    |
|  |                      |
|  | Nyctosaurus gracilis |
|  |                      |

|  | Barbaridactylus grandis |
|  |                         |
|  | Nyctosaurus lamegoi     |
|  |                         |

|  | Nyctosaurus nanus    |
|  |                      |
|  | Nyctosaurus gracilis |
|  |                      |

|  | Barbaridactylus grandis |
|  |                         |
|  | Nyctosaurus lamegoi     |
|  |                         |

|  | Nyctosaurus nanus    |
|  |                      |
|  | Nyctosaurus gracilis |
|  |                      |

|  | Barbaridactylus grandis |
|  |                         |
|  | Nyctosaurus lamegoi     |
|  |                         |

|  | Nyctosaurus nanus    |
|  |                      |
|  | Nyctosaurus gracilis |
|  |                      |

|  | Alcione elainus   |
|  |                   |
|  | Simurghia robusta |
|  |                   |

|  | Barbaridactylus grandis |
|  |                         |
|  | Nyctosaurus lamegoi     |
|  |                         |

|  | Nyctosaurus nanus    |
|  |                      |
|  | Nyctosaurus gracilis |
|  |                      |

|  | Barbaridactylus grandis |
|  |                         |
|  | Nyctosaurus lamegoi     |
|  |                         |

|  | Nyctosaurus nanus    |
|  |                      |
|  | Nyctosaurus gracilis |
|  |                      |

|  | Barbaridactylus grandis |
|  |                         |
|  | Nyctosaurus lamegoi     |
|  |                         |

|  | Nyctosaurus nanus    |
|  |                      |
|  | Nyctosaurus gracilis |
|  |                      |

|  | Barbaridactylus grandis |
|  |                         |
|  | Nyctosaurus lamegoi     |
|  |                         |

|  | Nyctosaurus nanus    |
|  |                      |
|  | Nyctosaurus gracilis |
|  |                      |

|  | Alcione elainus   |
|  |                   |
|  | Simurghia robusta |
|  |                   |

|  | Barbaridactylus grandis |
|  |                         |
|  | Nyctosaurus lamegoi     |
|  |                         |

|  | Nyctosaurus nanus    |
|  |                      |
|  | Nyctosaurus gracilis |
|  |                      |

|  | Barbaridactylus grandis |
|  |                         |
|  | Nyctosaurus lamegoi     |
|  |                         |

|  | Nyctosaurus nanus    |
|  |                      |
|  | Nyctosaurus gracilis |
|  |                      |

|  | Barbaridactylus grandis |
|  |                         |
|  | Nyctosaurus lamegoi     |
|  |                         |

|  | Nyctosaurus nanus    |
|  |                      |
|  | Nyctosaurus gracilis |
|  |                      |

|  | Barbaridactylus grandis |
|  |                         |
|  | Nyctosaurus lamegoi     |
|  |                         |

|  | Nyctosaurus nanus    |
|  |                      |
|  | Nyctosaurus gracilis |
|  |                      |

|  | Alcione elainus   |
|  |                   |
|  | Simurghia robusta |
|  |                   |

|  | Barbaridactylus grandis |
|  |                         |
|  | Nyctosaurus lamegoi     |
|  |                         |

|  | Nyctosaurus nanus    |
|  |                      |
|  | Nyctosaurus gracilis |
|  |                      |

|  | Barbaridactylus grandis |
|  |                         |
|  | Nyctosaurus lamegoi     |
|  |                         |

|  | Nyctosaurus nanus    |
|  |                      |
|  | Nyctosaurus gracilis |
|  |                      |

|  | Barbaridactylus grandis |
|  |                         |
|  | Nyctosaurus lamegoi     |
|  |                         |

|  | Nyctosaurus nanus    |
|  |                      |
|  | Nyctosaurus gracilis |
|  |                      |

|  | Barbaridactylus grandis |
|  |                         |
|  | Nyctosaurus lamegoi     |
|  |                         |

|  | Nyctosaurus nanus    |
|  |                      |
|  | Nyctosaurus gracilis |
|  |                      |

|  | Alcione elainus   |
|  |                   |
|  | Simurghia robusta |
|  |                   |

|  | Barbaridactylus grandis |
|  |                         |
|  | Nyctosaurus lamegoi     |
|  |                         |

|  | Nyctosaurus nanus    |
|  |                      |
|  | Nyctosaurus gracilis |
|  |                      |

|  | Barbaridactylus grandis |
|  |                         |
|  | Nyctosaurus lamegoi     |
|  |                         |

|  | Nyctosaurus nanus    |
|  |                      |
|  | Nyctosaurus gracilis |
|  |                      |

|  | Barbaridactylus grandis |
|  |                         |
|  | Nyctosaurus lamegoi     |
|  |                         |

|  | Nyctosaurus nanus    |
|  |                      |
|  | Nyctosaurus gracilis |
|  |                      |

|  | Barbaridactylus grandis |
|  |                         |
|  | Nyctosaurus lamegoi     |
|  |                         |

|  | Nyctosaurus nanus    |
|  |                      |
|  | Nyctosaurus gracilis |
|  |                      |

En 2020, Labita & Martil asignaron al género un ala articulada del mismo depósito, que incluye un húmero, radio/ulna, partes del carpo, metacarpo y la primera falange. Sin embargo, la morfología del húmero sugiere que Tethydraco sea en realidad un azdárquido, en lugar de un pteranodóntido como se propuso originalmente. Un análisis posterior determinó nuevamente que es en efecto, un pteranodóntido.

## Paleoecología
Tethydraco fue descubierto en la Cuenca Ouled Abdoun de Marruecos. Allí coexistió con varios otros pterosaurios como los nictosáuridos Alcione, Barbaridactylus, Simurghia y el azdárquido Phosphatodraco, además del dinosaurio carnívoro Chenanisaurus.